# Bleier Lili
Bleier Lili (Bleyer, Lily, Mihályffy Béláné, M. Bleier Lili; Budapest, Terézváros, 1899. május 26. – Budapest, Erzsébetváros, 1939. november 9.) zongorista, hárfás, sanzonénekesnő.

## Életútja
Bleier Ármin (1868–1934) utazó ügynök és Fleischmann Irén (1876–1945) gyermekeként született. Zenei tanulmányait zongoraszakon a Fodor Ernő irányítása alatt álló budapesti Zeneiskolában végezte, 1922-ben végzett. Tanára Sándor Margit volt, majd az utolsó akadémiai években Thoma József. Hárfás tanulmányairól nincs adat.
Tanulmányai végeztével azonnal reflektorfénybe került. Jászai Mari színésznő közös esten mutatta be a közönségnek a Zeneakadémián, ahol Petőfi-ünnepséget tartottak. Jászai a barátjává fogadta és szoros kapcsolat alakult ki közöttük. A színésznő egyik támasza lett. Halálos ágyánál hárfázott is, melyről a lapok sokat cikkeztek. Jászai végül ráhagyta kedves használati tárgyait, ő pedig 1927-ben többször szerepelt a Zeneakadémián Jászai-esteken, ahol Kosztolányi Dezső konferált.
1924 nyarán kötött házasságot. Férjével, Mihályffy Béla színművésszel Jászai ismertette meg. Egy újság rosszat sejtve már ekkor megírta, hogy „szépnek indult karrier szakadt a házassággal félbe”. Férje népszerű színész, a Színház- és Filmművészeti Kamara alelnöke, majd a második világháború idején a Magyarországhoz visszacsatolt Kolozsváron színidirektor volt. 1945-ben a Magyar Színészek Szabad Szakszervezete nem igazolta, de a népbíróság fellebbezés után felmentette. Színpadra már nem állhatott, és 1948 folyamán ügyészi eljárás indult ellene. Ebben az évben halt meg.
A házaspárnak már korábban megromlott a házassága, 1927-ben váltak el. A férj életrajzírói nem említik az asszonyt, a volt férjet pedig az asszony gyászközleménye. Csak testvéréről, Bleier Ernőről, sógornőjéről, valamint anyjáról, Bleier Árminnéról esik szó benne.

## Zenei pályája
1923–1924-ben Dienzl Oszkár (1877–1925) zongoraművésszel és zeneszerzővel szerepelt együtt, aki a Nyugat köréhez tartozott, ám ebben az időben mint bohém már inkább zongorakísérőként volt ismert. 1926-ban a Budapesti Ének- és Zenekaregyesület koncertjén Revere Gyula és Szarvas Klári hárfavirtuózokkal játszott együtt. A fiatalon elhunyt Radó Aladár 137. zsoltár bariton szólóra, három hárfa és cselló kíséretével c. művét adták elő. 1927-ben anyák napi műsoron a Ranolder Intézetben szerepelt Sonkoly István hegedűművész, Orosz Júlia operaénekesnő, Weigerth Aladár zongoraművész és a müncheni kamaraopera művészei társaságában.
A húszas évek második felében nehezen kapott munkát. 1929-ben Berlinbe szerződött Jusnij német-orosz Kék madár színházához (Der blaue Vogel, Kabarett). 1930 májusában a Berlini Rádió közvetítette a hangversenyét, és erről a magyar lapok is beszámoltak. Kurucz János, Tarnay Alajos, Dienzl Oszkár és Sass Náci dalait játszotta.
Ugyanezen év júliusában a Magyar Rádióban is szerepelt Némethy Anna énekessel és Polgár Tibor zongorakisérővel. A húszperces hangverseny a következőkből állt: 1. Chaminade: Berceuse (M. Bleyer), 2. Mendelssohn: Elias Weh ihnen (Némethy), 3. Cornelius: Un treue (M. Bleyer), 4. Alessandro Stradella: Arie Pietá Signore (Némethy), 5. Tosti: Ninon (M. Bleyer), 6. Wolff: Weylas Gesang (Némethy), 7. a) Tarnay: Ősz utója; b) Kurucz: Mért oly későn (M. Bleyer), 8. a) Kacsóh: Késő ősz van; b) Kacsóh: Ej, haj gyöngyvirág (Némethy), 9. Orosz népdal (M. Bleyer), 10. Schubert: A posta (Némethy), 11. a) Sas: Mikor eszembe jutsz; b) Dienzl: Liliomszál (M. Bleyer).
Ebben az évben már őt is kiemelték a lapok Szarvas Klári hárfás, a zongorista Dohnányi Ernő, Fischer Annie és más hírességek mellett mint olyant, akire figyelni kell a hangversenyévadban.
1932-ben a Nyugat Barátok Köre Irodalmi Szalonjának előadásán szerepelt hárfával és énekkel, magyar, francia, olasz és orosz dalokat adott elő. Utána Karinthy Frigyes műfordítói furcsaságokról és fatális sajtóhibákról konferált.
1933-ban Kerpely Jenő csellóművésszel és Győző Amália énekművésszel koncertezett a Zeneakadémián. A Pesti Hírlap kritikusa ezt írta róla:
A tehetsége a könnyebbzenei műfajok keretei között érvényesül. Hárfával kisért ének, főleg sanzonszámai nemcsak újszerűségükkel leptek meg, hanem finom, árnyalatos, hatásos előadásukkal is. Nagy, igen nagy sikere volt.